# Parallelia crimnopasta
Parallelia crimnopasta là một loài bướm đêm trong họ Erebidae.